# Dactylanthera martysiensis
Dactylanthera martysiensis là một loài thực vật có hoa trong họ Lan. Loài này được (Balayer) J.M.H.Shaw mô tả khoa học đầu tiên năm 2005.